# 알바로 페레이라
알바로 페레이라(스페인어: Álvaro Daniel Pereira Barragán, 1985년 11월 28일 우루과이 몬테비데오 ~ )는 우루과이의 전 축구선수이자 축구코치이다. 우루과이 축구 국가대표팀으로 2010년 FIFA 월드컵에도 출전하여 우루과이가 4강에 올라가는데 많은 기여를 했다.

## 수상

### 클럽

#### CFR 클루지
- 루마니아 컵: 2008-09

#### 포르투
- UEFA 유로파리그: 2010-11
- 포르투갈 리가 : 2010–11, 2011–12
- 타사 드 포르투갈 : 2009–10, 2010–11
- 포르투갈 슈퍼컵 : 2009, 2010, 2011

### 국가대표
- 코파 아메리카: 2011